# Robert Baumgartner (Autor)
Robert O. R. Baumgartner (* 7. August 1919; † 14. November 2011) war ein deutscher Jurist.

## Leben
Robert Baumgartner besuchte das Wilhelmsgymnasium München und machte dort 1937 Abitur.
Er war Leitender Ministerialrat der Obersten Baubehörde im Bayerischen Staatsministerium des Innern vor. Er war Autor zahlreicher Schriften zum Baurecht.

## Ehrungen
- Bundesverdienstkreuz am Bande (12. Mai 1981)[3]

## Schriften
- Versammlungsstätten und Verkaufsstätten, Bd.1, Verkaufsstätten, Heymanns; 4. Auflage, 2001, ISBN 978-3-452-24756-8
- Versammlungsstätten und Geschäftshäuser. Bau- und Betriebsvorschriften. Heymanns; 3. Auflage, 2000, ISBN 978-3-452-22609-9
- Abstandsflächen im bayerischen Baurecht: Erläuterungen zur Bayerischen Bauordnung mit Beispielen und Abbildungen, C. Link; 4. Auflage, 1994, ISBN 978-3-556-60164-8
- Bayerisches Architektengesetz. Mit Erläuterungen und einschlägigen Vorschriften. Rehm, 1982, ISBN 3-8073-0389-8